# Branger
Branger ist eine Ortslage im Wuppertaler Stadtbezirk Uellendahl-Katernberg im Wohnquartier Siebeneick.

## Lage und Beschreibung
Branger liegt ein Stück abseits der Kreisstraße 11 auf einer Höhe von 285 m ü. NHN. Unmittelbar östlich benachbart ist Vogelsbruch.
Weitere benachbarte Ortslagen sind Alter Triebel, Krieg, Am Lindgen, Krähenberg, Jungmannshof, Steingeshof, Wüstenhof, Schevenhof und Wolfsholz. Zu den abgegangenen Höfen zählen Elsternbusch und Schanze, in heutige Wohngebiete aufgegangene Wohnplätze sind Triebel, Triebelsheide, Metzmachersrath, Röttgen, In den Birken und Grenze Jagdhaus.

## Etymologie und Geschichte
Im 19. Jahrhundert gehörte Branger zu den Außenortschaften der Bauerschaft Obensiebeneick der Bürgermeisterei Hardenberg, die 1935 in Neviges umbenannt wurde. Damit gehörte es von 1816 bis 1861 zum Kreis Elberfeld und ab 1861 zum alten Kreis Mettmann. 
Branger wechselte im Laufe der letzten beiden Jahrhunderte mehrfach den Namen. Der heute als Branger benannte Siedlungskern trägt auf der Topographischen Aufnahme der Rheinlande von 1824 den Namen Brand I. Auf der Preußischen Uraufnahme von 1843 ist der Name Altebrand verzeichnet. Ab 1893 hat sich auf den Messtischblättern der TK25 und anderen amtlichen Kartenwerken und Stadtplänen schließlich der Name Branger durchgesetzt.
1888 lebten in Branger 23 Einwohner in zwei Wohnhäusern. Der Ort wird zu dieser Zeit als Brangen bezeichnet.
Im 19. Jahrhundert gehörte Branger zu den Außenortschaften der Bauerschaft Obensiebeneick der Bürgermeisterei Hardenberg, die 1935 in Neviges umbenannt wurde. Damit gehörte es von 1816 bis 1861 zum Kreis Elberfeld und ab 1861 zum alten Kreis Mettmann.
Mit der Kommunalreform von 1929 wurde der südöstliche Teil von Obensiebeneick um Branger abgespalten und zusammen mit südlichen Dönberger Ortschaften in die neu gegründete Stadt Wuppertal eingemeindet, der Rest Obensiebeneicks verblieb zunächst bei Neviges. Durch die nordrhein-westfälische Gebietsreform kam Neviges mit Beginn des Jahres 1975 zur Stadt Velbert und das restliche Obensiebeneick wurde ebenfalls Wuppertal eingemeindet.